# Persoonioideae
Persoonioideae es una subfamilia perteneciente a la familia Proteaceae que tiene los siguientes tribus y géneros.

## Descripción
Raíces proteoides ausentes. Cotiledones no auriculados. Hojas simples. Filamentos estaminales amplia a totalmente soldados a los tépalos. Polen triporado. Óvulos 1-22, ortótropos. Longitud media de los cromosomas 9,1-14,4 μm.
- Tribu: Placospermeae C.T. White & W.D. Francis, 1924

- Un único género: Placospermum C.T. White & W.D. Francis, 1924. Nordeste de Australia.

- Tribu: Persoonieae Rchb., 1828

- Acidonia L.A.S. Johnson & B.G. Briggs, 1975. Sudoeste de Australia.
- Garnieria Brongn. & Gris, 1871. Nueva Caledonia.
- Persoonia Sm., 1798. Australia, Tasmania. Polifilético (véase Weston en Referencias).
- Toronia L.A.S. Johnson & B.G. Briggs, 1975. Isla Norte de Nueva Zelanda.
- Pycnonia
- Toronia